# SN 2007uh
SN 2007uh – supernowa typu Ia odkryta 13 listopada 2007 roku w galaktyce A020605-0401. Jej jasność pozostaje nieznana.